# Apóstol

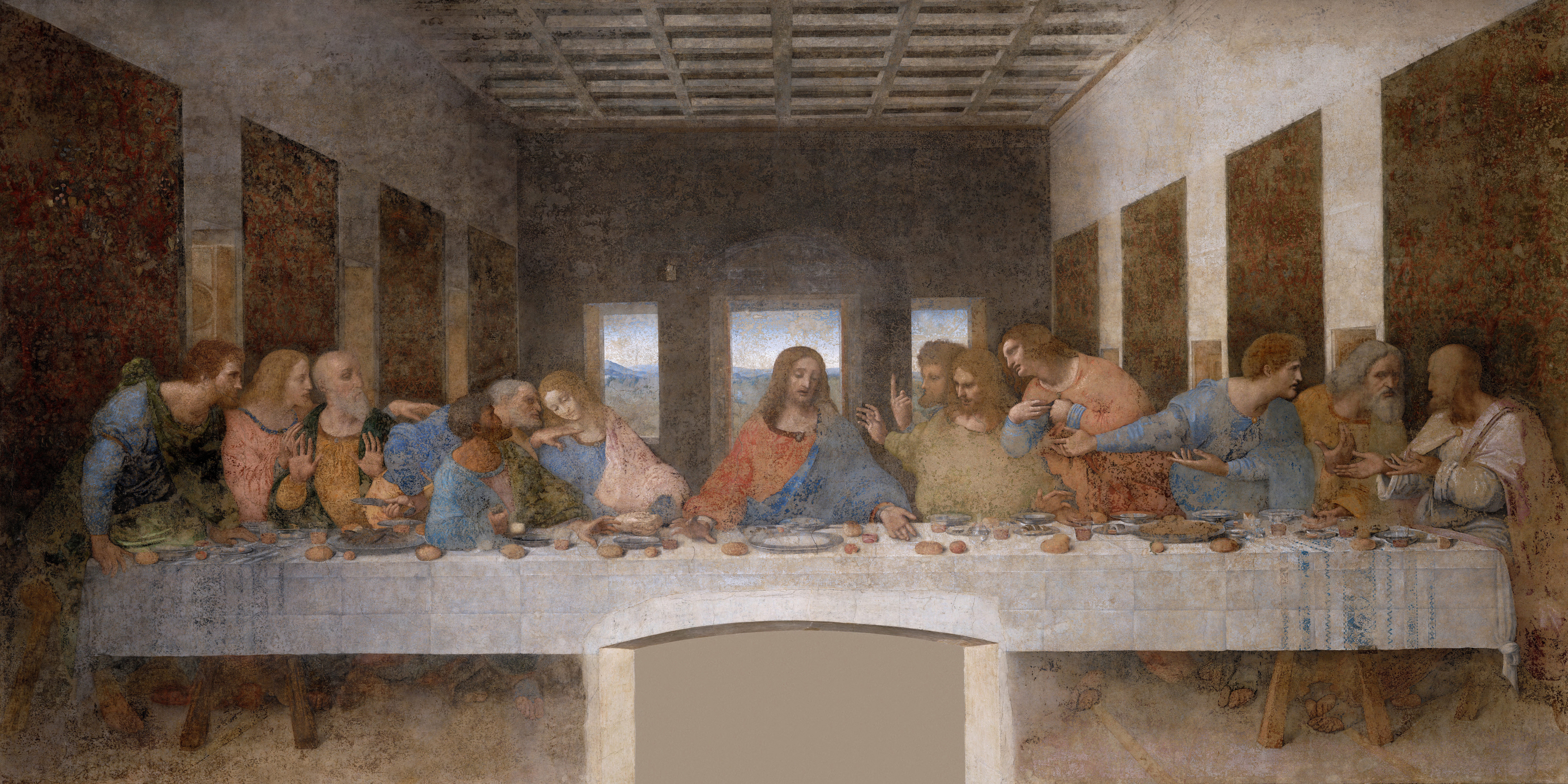
La Última Cena pintada por Leonardo da Vinci representa a Jesucristo junto a los apóstoles.

En la religión cristiana, los apóstoles (del griego: Απόστολος ‘enviado’) son los hombres escogidos por Jesús de Nazaret para que fueran «pescadores de hombres», es decir, para multiplicar su presencia y propagar su mensaje. Por extensión, el término «apóstol» se ha convertido en un término empleado para identificar al propagador de una doctrina o creencia religiosa, e incluso a los individuos que diseminan ideas sociales y políticas.

## Definición de apóstol cristiano
«Id y haced discípulos a todas las naciones, bautizándolos en el nombre del Padre, y del Hijo, y del Espíritu Santo; enseñándoles que guarden todas las cosas que les he mandado; y yo estaré con vosotros todos los días, hasta el fin del mundo»
(Mateo 28:19-20).

Si bien está ampliamente aceptado que los doce discípulos que escogió Jesús —a los que se añaden luego Matías y, finalmente, Pablo de Tarso— fueron los apóstoles originales, no existe consenso entre las diferentes confesiones cristianas respecto a qué otras personas, hasta la actualidad, puedan usar este título con la misma autoridad original. Varias iglesias, como La Iglesia de Jesucristo de los Santos de los Últimos Días, la Iglesia Nueva Apostólica y la Iglesia de Dios Ministerial de Jesucristo Internacional, creen por fe estar conducidas por apóstoles de la actualidad, los cuales son escogidos por Dios.
De acuerdo con lo que aparece en la Biblia,[cita requerida] son cinco[cita requerida] las características necesarias para ser llamado «apóstol»:
- Haber visto a Jesús. (1 Corintios 9:1).
- Señales, milagros y prodigios. (Romanos 15:18-19; 2 Corintios 12:12)
- Ser fundador de iglesias (no pastor de iglesia), como el apóstol Pablo fundó iglesias (por ejemplo, la iglesia de Éfeso).[cita requerida]
- Tener los nueve dones del Espíritu Santo mencionados en 1 Corintios 12.

En el caso de Pablo de Tarso no está claro si vio a Jesucristo, dado que solo se menciona que escuchó la voz de Jesucristo y quedó ciego, pero se sobreentiende que fue elegido personalmente por Cristo. Posteriormente, firmó sus escritos como «Pablo, Apóstol de los gentiles» y fue protagonista de la mayor parte del libro de los Hechos de los Apóstoles.
Por otro lado, una interpretación que tiende a equiparar el término de «discípulo de Jesús» con el de «apóstol» indica que, aunque inicialmente fueron doce, luego fueron extendidos a setenta (Lucas 10,1) y luego a más de quinientos discípulos enviados por Jesucristo para llevar la buena nueva al mundo y extender el Reino de Dios en la Tierra, a quienes puede aplicárseles el título de apóstol.[cita requerida]
En todo caso, un apóstol debe ser testimonio del poder de Dios a través de la realización de señales, prodigios y milagros (sanación de los enfermos, exorcismos, resurrecciones), y de la predicación del evangelio.

## Los doce apóstoles
Según el Nuevo Testamento, los doce apóstoles definitivos fueron aquellos que no abandonaron a Jesús cuando este les indicó en la Santa Cena que debían comer su cuerpo y beber su sangre para alcanzar la vida eterna (Juan): 

Desde entonces muchos de sus discípulos volvieron atrás y ya no andaban con él.
Dijo entonces Jesús a los doce: ¿Queréis acaso iros también vosotros?
Le respondió Simón Pedro: Señor, ¿a quién iremos? Tú tienes palabras de vida eterna. Y nosotros hemos creído y conocido que tú eres el Cristo, el Hijo del Dios viviente.
Jesús les respondió: ¿No os he escogido yo a vosotros los doce, y uno de vosotros es un diablo?

Ellos fueron, en orden de elección:
1. Simón, hijo de Jonás o Juan (Simón bar Jonah o Šim`ôn bar-Yônâ) (Mt 16:18), renombrado por Jesús como Pedro (Mr 3:16). También conocido como Simón bar Jochanan (arameo) o Simón Pedro.
2. Santiago el Mayor, hijo de Zebedeo. También conocido por el nombre Jacobo.[7][8]
3. Andrés, hermano de Pedro y exdiscípulo de Juan el Bautista.
4. Juan, el menor de los doce, también hijo de Zebedeo (por tanto, hermano de Santiago el Mayor). Jesús llamó a ambos Bo-aner'ges, lo que significa 'hijos del trueno'. (Mr 3:17)
5. Felipe de Betsaida.
6. Bartolomé, hijo de Talemai, llamado también Natanael de Caná.
7. Tomás, también llamado Dídimo o Mellizo.
8. Mateo, el publicano o recaudador de impuestos, llamado también Leví.
9. Santiago el Menor, también conocido como Santiago, hijo de Alfeo.
10. Simón el Cananeo, el Celador o Zelote (guerrillero).
11. Judas Tadeo, también se le llama simplemente «Tadeo», o «Judas de Santiago». (Jn14:22)
12. Judas Iscariote, también es referido como «Judas, hijo de Simón» (Jn 6:71; Jn13:26). Judas, a causa de su traición a Jesús, se ahorcó (de acuerdo a Mateo 27:5), o se cayó en el campo produciéndose una herida mortal en la cabeza (según Hechos 1,18) y a raíz de esto se escogió a Matías en su lugar. 
  - Matías, el sucesor de Judas, elegido a la suerte en el Monte de la sangre. (Hechos 1, 12-26).

Según su identificación en el Nuevo Testamento:
| Evangelio de Mateo           | Evangelio de Marcos  | Evangelio de Lucas | Evangelio de Juan                                             | Hechos de los Apóstoles           |
| ---------------------------- | -------------------- | ------------------ | ------------------------------------------------------------- | --------------------------------- |
| Simón ("Llamado Pedro")      | Simón                | Simón              | Simón Pedro (“Cefas, llamado Pedro”)                          | Pedro                             |
| Andrés ("hermano de Pedro")  | Andrés               | Andrés             | Andrés                                                        | Andrés                            |
| Santiago ("hijo de Zebedeo") | Santiago             | Santiago           | Uno de los "hijos de Zebedeo"                                 | Santiago                          |
| Juan ("hermano de Santiago") | Juan                 | Juan               | Uno de los "hijos de Zebedeo" / El "discípulo amado de Jesús" | Juan                              |
| Felipe                       | Felipe               |                    |                                                               |                                   |
| Bartolomé                    | Bartolomé            | Bartolomé          | Natanael                                                      | Bartolomé                         |
| Tomás                        | Tomás                | Tomás              | Tomás ("Didymus")                                             | Tomás                             |
| Mateo ("el publicano")       | Mateo                | Mateo/Levi         | no mencionado                                                 | Mateo                             |
| Santiago ("Hijo de Alfeo")   | Santiago             | Santiago           | no mencionado                                                 | Santiago                          |
| Tadeo                        | Tadeo                | Judas de Santiago  | Judas (“no el Iscariote”)                                     | Judas de Santiago                 |
| Simón ("el cananeo")         | Simón ("el cananeo") | Simón ("Zelotes")  | no mencionado                                                 | Simón el Zelote                   |
| Judas Iscariote              | Judas Iscariote      | Judas Iscariote    | Judas ("hijo de Simón Iscariote")                             | (Judas es reemplazado por Matías) |

Todos ellos eran galileos con excepción de Judas Iscariote, que se presume era de Judea (para algunos Iscariote significaría textualmente isqueriot, «de Queriot» al sur del distrito de Judá; mientras que algunos lo interpretan como de Isacar).[cita requerida] Después de la resurrección y ascensión de Jesucristo y tras haberse suicidado Judas Iscariote, los once Apóstoles restantes se reunieron y eligieron a Matías para completar nuevamente el número de doce Apóstoles enviados a las doce tribus de Israel.

## Otros apóstoles en el cristianismo
En el Nuevo Testamento y en los Hechos de los Apóstoles, son llamados apóstoles otros personajes, específicamente: Pablo, Bernabé, Silas y Timoteo. Otros son asimilados al colegio apostólico, aunque posiblemente no literalmente apóstoles en el mismo sentido como Tito.
| Personas llamadas "Apóstol" | Cita Bíblica    | Notas |
| --------------------------- | --------------- | --- |
| Bernabé                     | Hechos 14:14    | — |
| Silas                       | 1 Tes. 1:1, 2:6 | Conocido como uno junto con Timoteo y Pablo, también realiza el funcionamiento de un apóstol como compañero de Pablo en el segundo viaje misionero de Pablo en Hechos 15:40. |
| Timoteo                     | 1 Tes. 1:1, 2:6 | A Timoteo se le conoce como apóstol junto con Silas y Pablo. Sin embargo, en 2 Cor. 1: 1, solo se le llama "hermano" cuando Pablo se refiere a sí mismo como "un apóstol de Cristo". Timoteo desempeña muchas de las funciones de un apóstol en la comisión de Pablo en 1.º y 2.º Timoteo, aunque en esas epístolas Pablo se refiere a él como su "hijo" en la fe. |
| Apolos                      | 1 Cor. 4:9      | Incluido entre "nosotros apóstoles" junto con Pablo y Cefas (Pedro). (ver también: 4: 6, 3:22 y 3: 4–6). |

La Iglesia Católica utiliza el título de apóstol antes del nombre de quienes reciben el servicio de apostolado y están a cargo de la Iglesia y de la expansión del Reino de Dios. Como el término apóstol se refiere a enviado, en ocasiones se agrega la mención de a dónde o a quienes se le envía: Así, el Apóstol Pablo es el Apóstol de los Gentiles.
La misma Iglesia católica ha utilizado posteriormente el sobrenombre de apóstol —en sentido más general— para otros propagadores de su fe (por ejemplo, San Francisco Javier es el Apóstol de las Indias), pero no se antepone el título al nombre (no se dice el apóstol Francisco Javier). Otros ejemplos son San José de Anchieta (Apóstol de Brasil), San Junípero Serra (Apóstol de California) y San Pedro de Betancur (Apóstol de Guatemala), entre otros.

## Apóstoles en la actualidad

### Iglesia católica
La Iglesia católica, tanto en su rama latina como en su rama oriental, afirma guardar la sucesión apostólica histórica por medio de sus obispos. Así el obispo de Roma es sucesor de Pedro, el Obispo de Bizancio es sucesor del apóstol san Andrés. Ninguna ordenación episcopal es válida si el candidato no ha sido ordenado por otro obispo que tenga sucesión apostólica. Y así sucesivamente hasta remontarse hasta los apóstoles.

### Iglesia La Luz del Mundo
La Luz del Mundo afirma que un apóstol guía a su iglesia y que fue elegido directamente por Jesucristo, en su plan eterno, por medio de un diálogo directo. Creen que su iglesia es única, ya que sus fundamentos descansan en la elección de los apóstoles puestos por el mismo Jesús, según la cita bíblica en Efesios 2:20. Los apóstoles de La Luz del Mundo tienen un cargo vitalicio, es decir, que solo tras su muerte dejarán de ser apóstoles. Deben estar casados y tienen la autoridad directa para elegir nuevos colaboradores para trabajar en el ministerio. Tienen la facultad de comunicarse con Dios para celebrar la Santa Cena cada año y perdonar los pecados.

### La Iglesia nueva apostólica
La Iglesia nueva apostólica cree ser conducida por apóstoles hasta el final de los tiempos. Su fe en dicha afirmación radica en que consideran indispensable el actuar de los Apóstoles de Cristo para que este regrese a la tierra a buscar a su pueblo, para una eternidad en la gloria de los cielos.
Su creencia es que, si bien los Apóstoles del círculo primitivo fallecieron años después de la ascensión de Jesús, en el siglo XVIII volvió a derramarse el Espíritu Santo por el cual fueron llamados nuevos hombres para continuar con el trabajo en la viña. Para los nuevos apostólicos el ministerio del apóstol ocupa un lugar central en su teología particular, ya que, por relato bíblico, creen que los apóstoles son indispensables para conducir al pueblo en el tiempo final, hasta que se cumpla la promesa del Hijo de Dios.
Actualmente, la cabeza institucional de la Iglesia nueva apóstolica es Jean-Luc Schneider (1959), considerado como apóstol mayor por dicha Iglesia.

### La Iglesia de Jesucristo de los Santos de los Últimos Días
La Iglesia de Jesucristo de los Santos de los Últimos Días cree que la autoridad de los doce Apóstoles originales es una característica distintiva de la Iglesia verdadera establecida por Jesús en la Antigüedad y en los tiempos modernos. Los miembros creen que esta autoridad se perdió después de la muerte de los Apóstoles originales de Cristo, y que fue restaurada mediante el profeta Joseph Smith durante la primavera y verano de 1830. Desde ese tiempo, la Iglesia afirma y da testimonio de que esta autoridad u oficio apostólico es transmitida en sucesión hasta hoy, por orden de antigüedad, desde su llamamiento y elección. En la Iglesia el oficio de Apóstol tiene la función particular, pero no limitativa, de ser un "testigo especial" de Cristo ante el mundo.
Ante la muerte de alguno de los apóstoles, la organización se actualiza con el llamado de otro para mantener el Cuórum de Doce, como creen que Jesucristo lo estableció. En términos del gobierno de la iglesia, están en segundo lugar solamente en la autoridad de la Primera Presidencia, cuyos integrantes son normalmente antiguos miembros del Cuórum de los Doce Apóstoles.
En la actualidad, los miembros de los cuórumes de los Setenta son Autoridades Generales de la Iglesia que reciben la autoridad apostólica pero que no reciben la ordenación al oficio de Apóstol. Ellos dedican todo su tiempo al ministerio.

### La Iglesia de Dios Ministerial de Jesucristo Internacional
La Iglesia de Dios Ministerial de Jesucristo Internacional cree que ha sido fundada y es dirigida por apóstoles, que son los encargados de liderar a sus miles de pastores alrededor del mundo, según su creencia entre sus apóstoles cuentan a su fundador y primer Líder Mudial Luis Eduardo Moreno, su actual Líder Mundial María Luisa Piraquive, la Diaconisa en Estados Unidos Perla Moreno Piraquive, el Pastor General Carlos Alberto Baena, el Administrador Mundial César Eduardo Moreno y el Supervisor Internacional Andrés Carrillo, entre otros.

### Denominaciones protestantes
Para los cristianos protestantes, apóstol designa a aquella persona que funda una denominación o una organización eclesiástica autónoma, con el fin de "expandir el reino de Dios". Es, junto a profeta, evangelista, pastor y maestro, uno de los cinco ministerios instaurados por Jesús.

## Otros usos del término «apóstol»
«Apóstol» también es usado para designar al propagador de cualquier género de doctrina o creencia religiosa. También se aplica a individuos que defienden y diseminan significativas ideas sociales o políticas. Así, conocemos a José Martí como el «apóstol de la independencia de Cuba», a Francisco I. Madero como «El Apóstol de la Democracia» o a Gandhi como el «apóstol de la no violencia».